# Adelphia macrophylla
Adelphia macrophylla är en tvåhjärtbladig växtart som först beskrevs av Henry Hurd Rusby, och fick sitt nu gällande namn av W.R.Anderson. Adelphia macrophylla ingår i släktet Adelphia och familjen Malpighiaceae. Inga underarter finns listade i Catalogue of Life.